# البعثة الألمانية الأولى للقارة القطبية الجنوبية

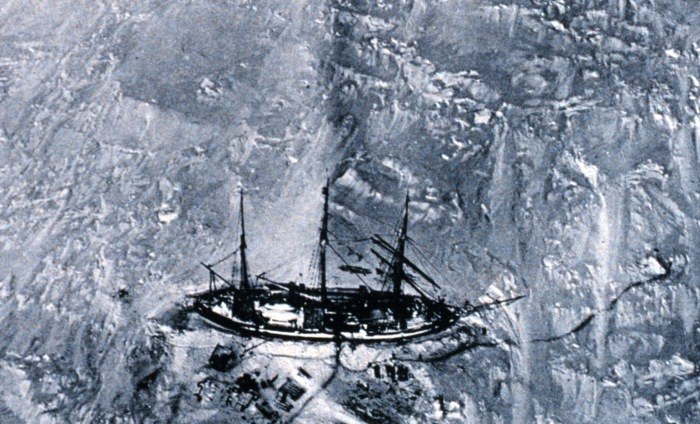

البعثة الألمانية الأولى لأنتاركتيكا (1901- 1903) وعرفت كذلك باسم بعثة كاز، كانت أول رحلة ألمانية[ ؟ ] استكشافية لأنتاركتيكا قاد البعثة البروفيسور الجيولوجي ايريك فون دريجالسكي وقد سميت البعثة باسم السفينة التي استخدمت في البعثة ألا وهي سفينة كاز

## الرحلة
قاد البروفيسور دريجالسكي أول بعثة ألمانية[ ؟ ] لاستكشاف القطب الجنوبي وذلك لاستكشاف منطقة مجهولة من أنتاركتيكا تقع جنوب جزر كيرغولين وانطلقت البعثة في صيف عام 1901 من مدينة كيل الألمانية[ ؟ ].

## الاستكشاف
تم تقسيم المستكشفين إلى مجموعتين مجموعة صغيرة اقامت محطة ابحاث في جزر كيرغولين والمجموعة الأخرى اتجهت جنوبا واستطاع البروفيسور دريجالسكي الحصول على أول معلومات العلمية والجيولولجية عن المناطق التي زارها.
حوصرت البعثة بالثلوج لما يقارب ال 14شهرا حتى شهر فبراير من عام 1903م ورغم هذا فقد استطاعت استكشاف أماكن جديدة من أنتاركتيكا كأرض القيصر ويليام الثاني وبركان جبل كاز
وتم في هذه البعثة استخدام أول منطاد في أنتاركتيكا

## العودة
عادت البعثة إلى مدينة كيل في شهر نوفمبر سنة 1903م
فيما بعد كتب الروفيسور دريجالسكي احداث الرحلة ونشر معلومات علمية مهمة عن المناطق التي وصلت
إليها البعثة وطبع سلسلة من عشرين كتاب عن الرحلة بالإضافة إلى أطلسين يشرحان ويوثقان الرحلة.